# Thyreopterus ptolemaei
Thyreopterus ptolemaei is een keversoort uit de familie loopkevers (Carabidae). De wetenschappelijke naam van de soort is voor het eerst geldig gepubliceerd in 1917 door Alluaud.